# Gymnopithys
Gymnopithys är ett fågelsläkte i familjen myrfåglar inom ordningen tättingar. Släktet omfattar tre arter med utbredning från Honduras till centrala Bolivia och östra Brasilien:
- Tvåfärgad myrfågel (G. bicolor)
- Vitkindad myrfågel (G. leucaspis)
- Roststrupig myrfågel (G. rufigula)

Tidigare inkluderades även vitstrupig myrfågel och loretomyrfågel i släktet. Vanligen urskiljs de numera dock i det egna släktet Oneillornis.